# 刘小民
刘小民（?—?），是东汉第二任皇帝明帝刘庄的女儿，生母、出生次序、生卒没有记载。
建初元年（76年），兄弟汉章帝刘炟册封刘小民为成安公主，史书没有记载她的丈夫。